# Nyskoga socken
Nyskoga socken i Värmland ingick i Älvdals härad, ingår sedan 1971 i Torsby kommun och motsvarar från 2016 Nyskoga distrikt.
Socknens areal är 181,12 kvadratkilometer varav 178,98 land. År 2000 fanns här 113 invånare. Sockenkyrkan Nyskoga kyrka ligger i socknen.   

## Administrativ historik
Socknen bildades 1873 genom utbrytning ur Norra Ny socken. För att ansvara för de kyrkliga frågorna bildades 1 maj 1873 Nyskoga församling och för de borgerliga frågorna bildades Nyskoga landskommun. Landskommunen inkorporerades 1952 i Vitsands landskommun som 1967 uppgick i Torsby landskommun som 1971 ombildades till Torsby kommun. Församlingen uppgick 2002 i Norra Ny-Nyskoga församling som 2010 uppgått i Övre Älvdals församling.
1 januari 2016 inrättades distriktet Nyskoga, med samma omfattning som församlingen hade 1999/2000.  
Socknen har tillhört län, fögderier, tingslag och domsagor enligt vad som beskrivs i artikeln Älvdals härad. De indelta soldaterna tillhörde Värmlands regemente och Älvdals kompani.

## Geografi
Nyskoga socken ligger nordväst om Torsby vid gränsen mot Norge. Socknen är en kuperad skogsbygd med höjder som når nära 600 meter över havet.
Socknen är en finnbygd.

## Fornlämningar
En boplats från stenåldern har påträffats, liksom fångstgropar.

## Namnet
Namnet var före utbrytningen 1873 Ny sockens finnbygd. Namnet är bildat i enlighet med de kringliggande socknarna Norra och Södra Finnskoga.

## Befolkningsutveckling
| Befolkningsutvecklingen i Nyskoga socken 1880–1990            | Befolkningsutvecklingen i Nyskoga socken 1880–1990 | Befolkningsutvecklingen i Nyskoga socken 1880–1990 | Befolkningsutvecklingen i Nyskoga socken 1880–1990 | Befolkningsutvecklingen i Nyskoga socken 1880–1990 |
| ------------------------------------------------------------- | -------------------------------------------------- | -------------------------------------------------- | -------------------------------------------------- | -------------------------------------------------- |
|                                                               |                                                    |                                                    |                                                    |                                                    |
| År                                                            |                                                    |                                                    | Folkmängd                                          |                                                    |
| 1880                                                          | 1880                                               |                                                    | 876                                                |                                                    |
| 1890                                                          | 1890                                               |                                                    | 694                                                |                                                    |
| 1900                                                          | 1900                                               |                                                    | 639                                                |                                                    |
| 1910                                                          | 1910                                               |                                                    | 549                                                |                                                    |
| 1920                                                          | 1920                                               |                                                    | 583                                                |                                                    |
| 1930                                                          | 1930                                               |                                                    | 556                                                |                                                    |
| 1940                                                          | 1940                                               |                                                    | 530                                                |                                                    |
| 1950                                                          | 1950                                               |                                                    | 433                                                |                                                    |
| 1960                                                          | 1960                                               |                                                    | 369                                                |                                                    |
| 1970                                                          | 1970                                               |                                                    | 239                                                |                                                    |
| 1980                                                          | 1980                                               |                                                    | 165                                                |                                                    |
| 1990                                                          | 1990                                               |                                                    | 131                                                |                                                    |
| Anm: Källor: Demografiska databasen, CEDAR, Umeå universitet. |                                                    |                                                    |                                                    |                                                    |